# 奧特里聖瑪麗
奧特里聖瑪麗（Ottery St Mary）是英國英格蘭德文郡的一個城鎮和民政教區，位於埃克塞特以東約10英里（16）處。據2001年英國人口統計，奧特里聖瑪麗民政教區有人口7,692人。奧特里聖瑪麗是浪漫主義詩人塞繆爾·泰勒·柯勒律治的出生地。

## 友好城市
- 法國 蓬莱韦克

## 外部連結
- Ottery St Mary Tourist Information Centre （页面存档备份，存于）
- Genuki （页面存档备份，存于）
- Tar Barrels
- Otter Valley Weather （页面存档备份，存于）
- 中的“奧特里聖瑪麗”
- Chisholm, Hugh (编). .  (第11版). London: Cambridge University Press. 1911.